# Сперанца (футбольний клуб, Ніспорени)
ФК «Сперанца Ніспорени» (рум. CSF Speranța Nisporeni) — футбольний клуб з міста Ніспорени, Молдова. Заснований 1991 року. Виступав у Національному дивізіоні Молдови. Домашні матчі приймав на Міському стадіоні міста Хинчешти місткістю 2 672 глядачів.